# Хуго XIII (XI) фон Монфор-Ротенфелс-Арген-Васербург
Хуго XIII (XI) фон Монфор-Ротенфелс-Арген-Васербург (на немски: Hugo XIII/XI Graf von Montfort-Rothenfels-Argen-Wasserburg; † ок. 16 октомври 1491) e граф на Монфор-Ротенфелс-Арген-Васербург в Баден-Вюртемберг.

## Произход и наследство
Той е от влиятелния и богат швабски род Монфор/Монтфорт, странична линия на пфалцграфовете на Тюбинген. Потомък е на Хуго I фон Монфор, граф на графство Брегенц и Монфор († 1228), най-малкият син на Хуго II фон Тюбинген (1115 – 1182), пфалцграф на Тюбинген, и съпругата му Елизабет фон Брегенц (1152 – 1216). От 1207 г. наследниците се наричат на дворец Монфор „граф на Монфор“.
Хуго XIII (XI) е петият син (от осемте деца) на граф Вилхелм IV фон Монфор-Тетнанг († сл. 20 юни 1439) и съпругата му Кунигунда фон Верденберг († 6 ноември 1443), дъщеря на граф Албрехт III фон Верденберг-Хайлигенберг-Блуденц († 1420) и Урсула фон Шаунберг († 1412).
След смъртта на баща му Вилхелм IV/V († 1439) братята разделят графството Монфор-Тетнанг на три: Тетнанг, Ротенфелс, Арген (Васербург Арген с Лангенарген), също на Верденберг със собственостите в Реция.

## Фамилия
Първи брак: ок. 1 юни 1455 г. за Елизабет фон Верденберг († 1467), дъщеря на граф Йохан III фон Верденберг-Зарганс († 1465) и графиня Елизабет фон Вюртемберг († 1476). Те имат децата:
- Хайнрих VII фон Монфор-Ротенфелс-Васербург († 12 януари 1512), канон в Аугсбург и Щрасбург
- Улрих VIII фон Монфор-Ротенфелс-Васербург († 16 април 1520), рицар в Св. Йоан
- Йохан IV фон Монфор-Ротенфелс-Арген/I († 1525/29 юни 1529), женен I. за Аполония фон Кирхберг († 1518), II. пр. 23 юни 1524 г. за Магдалена фон Йотинген-Валерщайн († 22 април 1525)
- Хуго XV/XII фон Монфор-Ротенфелс-Васербург († пр. 24 април 1519), женен февруари 1487 г. за Анна Сибила фон Цвайбрюкен-Лихтенберг († 3 март 1531)
- Кунигунда фон Монфор-Ротенфелс-Васербург († сл. 7 ноември 1492/1498), омъжена за Ганголф I фон Хоенгеролдсек, господар на Шенкенцел († 1513)
- Елизабет фон Монфор († 20 септември 1503), омъжена/договор на 5 март 1488 г. за граф Лудвиг I фон Льовенщайн, господар на Шарфенек-Вилдек (* 29 Сеп 1463; † 28 март 1524)

Втори брак: ок. 31 август 1476 г. за Елизабет фон Хоенлое-Вайкерсхайм († 24 декември 1488), вдовица на Лудвиг V фон Лихтенберг (1417 – 1474), дъщеря на Албрехт I фон Хоенлое-Вайкерсхайм († 1429) и Елизабет фон Ханау († 1475). Бракът е бездетен.
Други деца:
- Йохан Хугонис Бастард фон Монфор († сл. 18 февруари 1505)
- Бартоломеус Монтфортер († сл. 1457)